# 5. okręg wyborczy w Maryland
Piąty okręg wyborczy w Maryland co dwa lata wybiera swojego przedstawiciela do Izby Reprezentantów Stanów Zjednoczonych. W 2008 roku w skład okręgu wchodzą hrabstwa Calvert, Charles i Saint Mary’s, oraz części hrabstw Anne Arundel i Prince George’s. Przedstawicielem okręgu w 110. Kongresie Stanów Zjednoczonych jest demokrata, Steny Hamilton Hoyer.

## Piąty

### 1789–1803
|  | Przedstawiciel           | Data objęcia urzędu | Data opuszczenia urzędu | Opcja polityczna                   |
|  | ------------------------ | ------------------- | ----------------------- | ---------------------------------- |
|  | George Gale              | 4 marca 1789        | 3 marca 1791            |                                    |
|  | William Vans Murray      | 4 marca 1791        | 3 marca 1793            |                                    |
|  | Samuel Smith (1752–1839) | 4 marca 1793        | 3 marca 1803            | Partia Demokratyczno-Republikańska |

### 1803–1833
dwa miejsca
|  | Przedstawiciel               | Data objęcia urzędu | Data opuszczenia urzędu | Opcja polityczna                         |
|  | ---------------------------- | ------------------- | ----------------------- | ---------------------------------------- |
|  | Nicholas Ruxton Moore        | 4 marca 1803        | 3 marca 1811            | Partia Demokratyczno-Republikańska       |
|  | Peter Little                 | 4 marca 1811        | 3 marca 1813            | Partia Demokratyczno-Republikańska       |
|  | Nicholas Ruxton Moore        | 4 marca 1813        | 1815                    | Partia Demokratyczno-Republikańska       |
|  | Samuel Smith (1752–1839)     | 4 lutego 1816       | 17 grudnia 1822         | Partia Demokratyczno-Republikańska       |
|  | Isaac McKim                  | 4 stycznia 1823     | 3 marca 1825            | Partia Demokratyczno-Republikańska       |
|  | John Barney                  | 4 marca 1825        | 3 marca 1829            | Narodowi Republikanie                    |
|  | Elias Brown                  | 4 marca 1829        | 3 marca 1831            | Partia Demokratyczna (Stany Zjednoczone) |
|  | John Tolley Hood Worthington | 4 marca 1831        | 3 marca 1833            | Partia Demokratyczna (Stany Zjednoczone) |

|  | Przedstawiciel       | Data objęcia urzędu | Data opuszczenia urzędu | Opcja polityczna                                           |
|  | -------------------- | ------------------- | ----------------------- | ---------------------------------------------------------- |
|  | William McCreery     | 4 marca 1803        | 3 marca 1809            | Partia Demokratyczno-Republikańska                         |
|  | Alexander McKim      | 4 marca 1809        | 3 marca 1815            | Partia Demokratyczno-Republikańska                         |
|  | William Pinkney      | 4 marca 1815        | 18 kwietnia 1816        | Partia Demokratyczno-Republikańska                         |
|  | Peter Little         | 2 grudnia 1816      | 3 marca 1829            | Partia Demokratyczno-Republikańska / Narodowi Republikanie |
|  | Benjamin Chew Howard | 4 marca 1829        | 3 marca 1833            | Partia Demokratyczna (Stany Zjednoczone)                   |

### od 1833
|    | Przedstawiciel            | Data objęcia urzędu | Data opuszczenia urzędu | Opcja polityczna                         |
| -- | ------------------------- | ------------------- | ----------------------- | ---------------------------------------- |
|    | Isaac McKim               | 4 marca 1833        | 3 marca 1835            | Partia Demokratyczna (Stany Zjednoczone) |
| 18 | George Corbin Washington  | 4 marca 1835        | 3 marca 1837            |                                          |
| 19 | William Cost Johnson      | 4 marca 1837        | 3 marca 1843            | Partia Wigów                             |
| 20 | Jacob Alexander Preston   | 4 marca 1843        | 3 marca 1845            | Partia Wigów                             |
| 21 | Albert Constable          | 4 marca 1845        | 3 marca 1847            | Demokrata                                |
| 22 | Alexander Evans           | 4 marca 1847        | 3 marca 1853            | Partia Wigów                             |
| 23 | Henry May                 | 4 marca 1853        | 3 marca 1855            | Demokrata                                |
| 24 | Henry William Hoffman     | 4 marca 1855        | 3 marca 1857            | Demokrata                                |
| 25 | Jacob Michael Kunkel      | 4 marca 1857        | 3 marca 1861            | Demokrata                                |
| 26 | Francis Thomas            | 4 marca 1861        | 3 marca 1863            | Unionista                                |
| 27 | Benjamin Gwinn Harris     | 4 marca 1863        | 3 marca 1867            | Demokrata                                |
| 28 | Frederick Stone           | 4 marca 1867        | 3 marca 1871            | Demokrata                                |
| 29 | William Matthew Merrick   | 4 marca 1871        | 3 marca 1873            | Demokrata                                |
| 30 | William Julian Albert     | 4 marca 1873        | 3 marca 1875            | Republikanin                             |
| 31 | Eli Jones Henkle          | 4 marca 1875        | 3 marca 1881            | Demokrata                                |
| 32 | Andrew Grant Chapman      | 4 marca 1881        | 3 marca 1883            | Demokrata                                |
| 33 | Hart Benton Holton        | 4 marca 1883        | 3 marca 1885            | Republikanin                             |
| 34 | Barnes Compton            | 4 marca 1885        | 3 marca 1889            | Demokrata                                |
| 35 | Sydney Emanuel Mudd       | 20 marca 1890       | 3 marca 1891            | Republikanin                             |
| 36 | Barnes Compton            | 4 marca 1891        | 15 maja 1894            | Demokrata                                |
| 37 | Charles Edward Coffin     | 6 listopada 1894    | 3 marca 1897            | Republikanin                             |
| 38 | Sydney Emanuel Mudd       | 4 marca 1897        | 3 marca 1911            | Republikanin                             |
| 39 | Thomas Parran             | 4 marca 1911        | 3 marca 1913            | Republikanin                             |
| 40 | Frank Owens Smith         | 4 marca 1913        | 3 marca 1915            | Demokrata                                |
| 41 | Sydney Emanuel Mudd       | 4 marca 1915        | 11 października 1924    | Republikanin                             |
| 42 | Stephen Warfield Gambrill | 4 listopada 1924    | 19 grudnia 1938         | Demokrata                                |
| 43 | Lansdale Ghiselin Sasscer | 3 lutego 1939       | 3 stycznia 1953         | Demokrata                                |
| 44 | Frank Small Jr.           | 3 stycznia 1953     | 3 stycznia 1955         | Republikanin                             |
| 45 | Richard Estep Lankford    | 3 stycznia 1955     | 3 stycznia 1965         | Demokrata                                |
| 46 | Hervey Gilbert Machen     | 3 stycznia 1965     | 3 stycznia 1969         | Demokrata                                |
| 47 | Lawrence Joseph Hogan     | 3 stycznia 1969     | 3 stycznia 1975         | Republikanin                             |
| 48 | Gladys Noon Spellman      | 3 stycznia 1975     | 3 stycznia 1981         | Demokrata                                |
| 49 | Steny Hamilton Hoyer      | 19 maja 1981        |                         | Demokrata                                |